# Пентті Теодор Тіллі
Пентті Теодор Тіллі(фін. Pentti Teodor Tilli ; нар. 5 лютого 1917, Турку — 20 січня 1940 Піткяранта) — фінський льотчик та повітрятий ас, учасник Другої світової війни. Виконав біля 60 бойових виліта та здобув 5 1/6 підтверджених повітряних перемог.

## Повітряні перемоги
| Число          | Літак  | Повітряні перемоги | Знищено |
| -------------- | ------ | ------------------ | ------- |
| 19 грудня 1939 | FR-103 | 1                  | ДБ-3    |
| 23 грудня 1939 | FR-103 | 2                  | І-16    |
| 23 грудня 1939 | FR-103 | 1/6                | СБ-2    |
| 16 січня 1940  | FR-103 | 1                  | СБ-2    |
| 20 січня 1940  | FR-107 | 1                  | СБ-2    |

## Нагороди
- Фінляндія Орден Хреста Свободи IV-го класу